# Rhachisaurus brachylepis
Rhachisaurus brachylepis is een hagedis uit de familie Gymnophthalmidae.

## Naam
Rhachisaurus brachylepis werd voor het eerst wetenschappelijk beschreven door James Ray Dixon in 1974. Het is de enige soort uit het monotypische geslacht Rhachisaurus. De soort behoorde lange tijd tot het geslacht Anotosaura, waardoor de verouderde wetenschappelijke naam in de literatuur wordt gebruikt. De soortaanduiding brachylepis betekent vrij vertaald 'korteschubbig'; βραχύς, brachus = kort en λεπίς, lepis = schub.

## Verspreidingsgebied
De soort komt voor in delen van Zuid-Amerika en leeft endemisch in Brazilië. De hagedis is alleen aangetroffen in de staat Minas Gerais.

## Uiterlijke kenmerken
De hagedis heeft een langwerpig lichaam de staart is meer dan twee keer zo lang als het lijf. Er zijn geen uitwendige gehooropeningen. De voor- en achterpoten dragen vier vingers en tenen.